# National Aeronautic Association

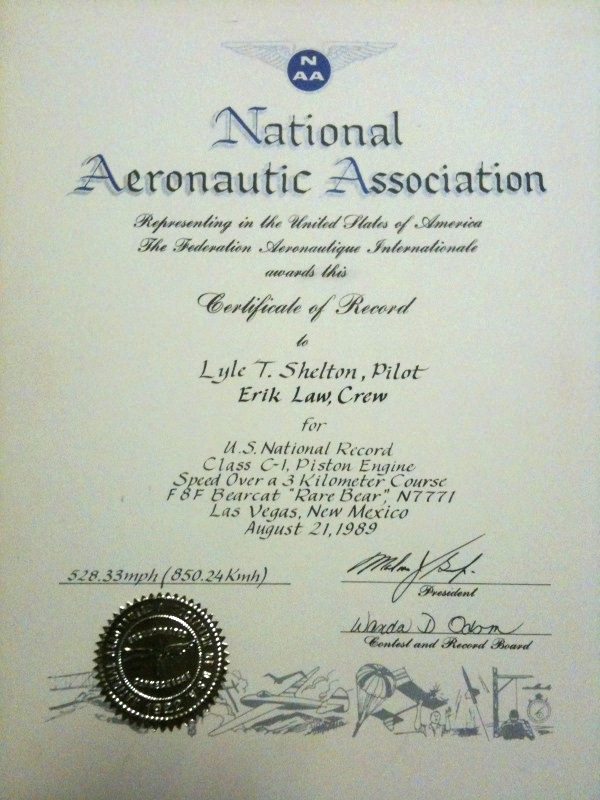
Um dos certificados emitidos pela
National Aeronautic Association.

A National Aeronautic Association (NAA) é uma organização sem fins lucrativos e um dos membros fundadores da Federação Aeronáutica Internacional (FAI).
Fundada em 1905, com o nome de Aero Club of America, ela o sucedeu a partir de 1923. É o mais antigo clube de aviação dos Estados Unidos e um dos mais antigos do Mundo, e a sua missão está definida como: "... dedicada ao avanço da arte, do esporte e da ciência da aviação nos Estados Unidos".
A National Aeronautic Association está sediada hoje em dia no Aeroporto Nacional de Washington Ronald Reagan, em Washington, D.C..